# گل‌اوبا (بایبورد)
گل‌اوبا (به ترکی استانبولی: Göloba) (به کردی: Vartenas) (به ارمنی: Վարդանոց) یک منطقهٔ مسکونی در ترکیه است که در بایبورد واقع شده‌است. گل‌اوبا ۶۹ نفر جمعیت دارد.